# Libuše Holečková
Libuše Holečková (19. listopadu 1932 Olomouc – 16. února 2021 Nejdek) byla česká divadelní herečka.

## Život

### Divadelní angažmá a vybrané role
- 1955–1961 Krajské (později Severomoravské) oblastní divadlo v Šumperku
  - Ladislav Stroupežnický: Naši furianti … Verunka
  - Wolfgang Amadeus Mozart: Figarova svatba … Zuzanka

- 1961–1981 Krajské oblastní divadlo v Chebu (dnes Západočeské divadlo v Chebu)
  - Josef Kajetán Tyl: Strakonický dudák (1961) … Lesana
  - William Shakespeare: Romeo a Julie … Julie
  - Alois Jirásek: Lucerna … kněžna
  - Pavel Kohout: August, August, August … Lulu
  - Anton Pavlovič Čechov: Tři sestry … Máša
  - Nathaniel Richard Nash: Obchodník s deštěm … Líza
  - William Shakespeare: Král Lear … Cordelie
  - Karel Čapek: Věc Makropulos … Emílie Marty
  - Anton Pavlovič Čechov: Racek … Irina Arkadinová
  - Anton Pavlovič Čechov: Višňový sad … Charlotta Ivanovna

- 1981–1990 Divadlo Josefa Kajetána Tyla v Plzni[2]
  - Neil Simon: Hodný pan doktor (1981)
  - Anton Pavlovič Čechov: Ivanov (1984); divadelní záznam vyšel na DVD v edici Reflexu[3]
  - William Shakespeare: Veselé paničky windsorské (1982)
  - Federico García Lorca: Dům doni Bernardy (1986)
  - Federico García Lorca: Yerma (1990)
  - Bohumil Hrabal: Ostře sledované vlaky
  - Molière: Tartuffe

Ve filmu hrála pouze jedinkrát, a to v kriminálce Po stopách krve (1969).